# 多摩ケーブルネットワーク
多摩ケーブルネットワーク株式会社（たまケーブルネットワーク、TAMA CABLE NETWORK）は東京都青梅市をはじめ、羽村市、福生市、西多摩郡瑞穂町（長岡4丁目地区のみ）をサービスエリアとするケーブルテレビ局である。略称は「TCN」、ISPサービスの名称は「t-net」。

## 概要
都内のケーブルテレビ局で、同じ「TCN」の略称をもつ東京ケーブルネットワークや豊島ケーブルネットワーク（としまテレビ）とは「東京デジタルネットワーク」を通じて関わりがある。

### サービスエリア
詳細は、公式サイト「TCNサービスエリアマップ」を参照。
- 青梅市
- 羽村市
- 福生市
- 西多摩郡瑞穂町（長岡4丁目の一部のみ）

### 主な出資会社
- 株式会社交運社
- トヨタS&D西東京株式会社
- 東芝インフラシステムズ株式会社

### その他関連会社
- 株式会社西多摩新聞社

## 沿革[3]
- 1983年（昭和58年）6月14日 - 会社設立。
- 1984年（昭和59年）10月17日 - 施設設置許可取得。
- 1987年（昭和62年）4月1日 - 青梅市をエリアとして開局。
- 1989年（平成元年）9月1日 - 羽村市、福生市でのサービス開始。
- 2000年（平成12年）9月1日 - インターネット事業開始。
- 2004年（平成16年）7月1日 - 地上デジタル放送の再送信（トランスモジュレーション方式）開始。
- 2006年（平成18年）5月1日 - 地上デジタル放送のパススルー方式による再送信開始。
- 2009年（平成21年）2月1日 - ケーブルプラス電話サービス開始。
- 2010年（平成22年）9月1日 - 廉価コース「デジタルコンパクトコース」開始。
- 2011年（平成23年）
  - 3月18日 - 地上アナログ放送終了後もアナログテレビを使えるよう、デジアナ変換サービス開始。
  - 10月1日 - インターネット超高速コース「t-net240」開始。
  - 12月1日 - ハイビジョンコース開始。
- 2012年（平成24年）7月19日 - KDDIと提携し、auの割引サービスを開始。
- 2015年（平成27年）3月31日 - デジアナ変換サービス終了。

## 主な放送チャンネル

### 地上波系列別再送信局
| NHK-G   | NHK-E   | NNN/NNS    | ANN        | JNN       | TXN        | FNN/FNS    | JAITS                        |
| ------- | ------- | ---------- | ---------- | --------- | ---------- | ---------- | ---------------------------- |
| NHK東京 | NHK東京 | 日本テレビ | テレビ朝日 | TBSテレビ | テレビ東京 | フジテレビ | TOKYO MX テレ玉 tvk チバテレ |

### テレビ[4]
旧アナログコースで、チャンネル番号の横に括弧に「※」印と別のチャンネル番号で表記されているのは、青梅東テレビ共聴地区（東京電力(現：東京電力パワーグリッド)の高圧送電線による電波障害対策でサービス提供されている地区）への再送信を行っていた放送で、また同地区では再送信を行っていなかった放送は「※」印のみで表記する。また、同地区のエリアでは、デジタルコース及び「t-net」は回線の関係でサービスの提供を行っていなかった（2007年の春より順次サービス提供が開始されている）。
| チャンネル番号 | チャンネル概要 | チャンネル名 | デラックス HD | ベーシック HD |

#### 地域情報
| 055 | コミュニティチャンネル | 地元のニュース・お店・スポーツ・お祭り・コンサートなど、地域情報満載のチャンネル。                                       | ● | ● |
| 056 | TCN交通情報チャンネル  | 西多摩地区を走る鉄道運行情報と道路交通情報を２４時間ご提供。                                                             | ● | ● |
| 057 | ウェザーニュース       | 地域密着のピンポイント天気予報や季節情報を、視聴者（サポーター）からのウェザーリポートと共に、リアルタイムでお届けする。 | ● | ● |
| 060 | 選んでポン 1           | 放送中の番組を、テレビ画面で表示・選局できるチャンネル。                                                                 | ● | ● |
| 061 | 選んでポン 2           | 放送中の番組を、テレビ画面で表示・選局できるチャンネル。                                                                 | ● | ● |

#### ニュース
| 058 | 読売デジタルニュース | 読売新聞ニュースを文字情報で簡潔にお届けする。                                            | ● | ● |
| 302 | CNNj HD              | 24時間国際ニュースと情報専門局。緊急速報はどこよりも早くお伝えする。                      | ● | ● |
| 303 | 日経CNBC HD          | 「24時間LIVE!」世界規模のネットワークで経済を知る。注目ゲストも多数出演する。             | ● | ● |
| 305 | 日テレNEWS24         | 日テレが生の情報をお届けするニュースチャンネル。千葉ロッテ主催公式戦も全試合放送。        | ● | ● |
| 307 | NHKワールドJAPAN     | NHKが世界にむけて英語で放送。ニュースと約60の番組で日本・アジアの最新情報を発信している。 | ● | ● |

#### 通販
| 200 | ショップチャンネル | 24時間365日、生放送でお楽しみいただけるショッピング専門チャンネル。                                               | ● | ● |
| 201 | QVC                | 24時間365日放送中！QVCは、世界中で愛されているショッピング専門チャンネル。                                        | ● | ● |
| 202 | ジュエリー☆GSTV    | ジュエリー☆GSTVは、宝石専門チャンネルです。朝8：00～深夜2：00まで生放送で、高品質の宝石をダイレクト価格でご紹介。 | ● | ● |

#### 音楽
| 350 | スペースシャワーTV HD        | 邦楽ロック&ポップスを中心に幅広くシーンを網羅する日本最大No.1音楽チャンネル         | ● | ● |
| 352 | MTV HD                       | 世界最大級の音楽&エンターテイメント専門チャンネル。                                 | ● | ● |
| 354 | 歌謡ポップスチャンネル HD    | 聴きたい歌がここにある。 日本で唯一の演歌、歌謡曲専門チャンネル。                   | ● | - |
| 357 | MUSIC ON! TV (エムオン！) HD | ライブ見るならエムオン！で!! みんなの見たいモノ・知りたいコトを、丁寧にお届けする。 | ● | ● |

#### スポーツ
| 400 | スカイA              | 阪神タイガース主催公式戦を徹底放送。ゴルフ、Bリーグ、学生野球、ボウリング等と様々なスポーツが充実。                                                                                        | ● | - |
| 402 | GAORA SPORTS HD      | 北海道日本ハム、阪神を中心としたプロ野球のほか、ATPテニス、プロレスなどスポーツ番組が充実。                                                                                                | ● | ● |
| 403 | ゴルフネットワークHD | 国内外のツアー中継からオリジナル番組までお届けする国内唯一のゴルフ専門チャンネル。 | ● | ● |
| 404 | 日テレジータスHD     | 巨人主催試合完全生中継！「日テレ＋巨人＋人気スポーツ」の充実した豪華ラインナップ。 | ● | ● |
| 405 | J SPORTS １ HD       | プロ野球（広島・楽天）をはじめ、ラグビー、スキー、卓球、バドミントンなど国内外の中継が充実。                                                                                               | ● | ● |
| 406 | J SPORTS ２ HD       | プロ野球（中日・楽天）、プレミアリーグ、ブンデスリーガー、高校バスケなどの中継が充実。 | ● | ● |
| 407 | J SPORTS ３ HD       | プロ野球（オリックス・楽天）、MLB、モータースポーツ、Bリーグ、ジャンプ、WWEなどが充実。 | ● | ● |
| 410 | スポーツライブ＋     | プロ野球「福岡ソフトバンクホークス」の主催試合全試合生中継を中心に、海外サッカーや国内サッカー、B.LEAGU E などのスポーツ中継、その他格闘技・プロレス、エンターテイメント番組をお届けする。 | ● | - |

#### 映画・ドラマ
| 452 | ザ・シネマ                                        | 映画ファン必見の洋画専門チャンネル | ● | - |
| 450 | ムービープラスHD                                  | ハリウッド大作やシリーズ一挙、人気声優吹き替えなど映画の感動をHD/5.1chで。 | ● | ● |
| 500 | 映画・チャンネルNECO-HD                           | 最新ヒット作はもちろん、邦画各社の話題作や名作まで日本映画をたっぷりと。そのうえ、ドラマ、アニメも充実。                                                                                       | ● | ● |
| 501 | 日本映画専門チャンネルHD                          | 最新作から不朽の名作まで、映画ファンの心を熱くする話題作をハイビジョンでお届けする。 | ● | ● |
| 502 | 時代劇専門チャンネルHD                            | 刺激、感激、時代劇。「鬼平犯科帳」「剣客商売」「遠山の金さん」をお届け | ● | ● |
| 551 | Dlife（旧FOX）                                    | 全米のゴールデンタイムで放送中の大人気ドラマやバラエティー番組等、最強のエンターテイメントを最速でお届け。                                                                                     | ● | - |
| 554 | TBSチャンネル1 最新ドラマ・音楽・映画             | 名作ドラマ・スポーツ・アニメなどTBSの人気番組を一挙放送！ | ● | ● |
| 555 | ホームドラマチャンネルHD 韓流・時代劇・国内ドラマ | 人気時代劇「鬼平・剣客」放送中！国内ドラマのCS初や日本初の韓国・台湾ドラマも多数。 | ● | - |
| 556 | TBSチャンネル2 名作ドラマ・スポーツ・アニメ       | 名作ドラマ・スポーツ・アニメなどTBSの人気番組を一挙放送！ | ● | ● |
| 557 | 女性チャンネル♪LaLaTV(HD)                         | 韓流ドラマ・KPOP、オリジナル番組、海外・国内の人気ドラマ、バラエティを厳選。 | ● | ● |
| 558 | ファミリー劇場HD                                  | 私たちは、ふだんの毎日に未知の興奮を届けたい。AKB48、オカルト、声優、コスプレ、ドラマ、アニメ、特撮・・・さあ、心が乾いたら、スイッチオン！ あなたを、未知の楽しさで満たすファミリー劇場です。 | ● | ● |
| 559 | アクションチャンネルHD                            | ハリウッドの超大作を中心に、全米高視聴率の人気作から日本初放送の話題作まで、最新海外ドラマを２４時間オンエアする。                                                                             | ● | ● |
| 560 | ミステリーチャンネルHD                            | 英国をはじめ、世界各国から上質なドラマが集結した日本唯一のミステリー専門チャンネル。 | ● | - |
| 561 | スーパー！ドラマTV HD                             | いま話題の最新ドラマがここに集結！史上最強の海外ドラマ専門チャンネル。 | ● | ● |

#### アニメ・キッズ
| 600 | アニマックスHD（BS再送信） | アニマックスは大人から子どもまでお楽しみいただける人気アニメを２４時間３６５日放送！アニメ見るならアニマックス。 | ● | ● |
| 601 | キッズステーションHD       | 人気作、話題作、名作アニメからオリジナル子ども番組まで”こども・アニメ専門チャンネル。                            | ● | ● |
| 603 | ディズニー・チャンネルHD   | ディズニーならではの良質なエンターテイメントをお届け！二か国語で放送。                                           | ● | ● |
| 607 | ディズニージュニア         | ディズニーがお送りする小さなお子様向けの番組を24時間365日お届けする専門チャンネル。                              | ● | ● |

#### ドキュメンタリー
| 650 | ヒストリーチャンネルHD 日本・世界の歴史&エンタメ | 世界185ヶ国以上、３億３千万世帯が視聴する世界最大の歴史エンターテインメント専門チャンネル。   | ● | - |
| 651 | ナショナル ジオグラフィック チャンネル           | 好奇心は、限界を知らない。ナショナル ジオグラフィックは、その先にある“未知”へ挑み続けていく。 | ● | - |
| 652 | ディスカバリーチャンネル                         | 発見の感動を、あなたにお届けする、世界最大級のドキュメンタリーチャンネル。                    | ● | ● |
| 653 | アニマルプラネット                               | 動物や自然環境、人々の文化をテーマにした、世界最大級の迫力ある動物、自然チャンネル。          | ● | ● |

#### 趣味・エンターテイメント
| 700 | 囲碁・将棋チャンネル HD                                          | 講座、対局、将棋解説など、棋力アップに役立つ番組が盛り沢山。                                     | ● | ● |
| 702 | 釣りビジョンHD                                                   | ２４時間釣り三昧！あらゆるジャンルの釣りを網羅した日本唯一の釣り専門チャンネル。                 | ● | ● |
| 751 | MONDO TV HD                                                      | エンタメ、アイドル、麻雀、パチ&スロ、Vシネマでオトコを満たすMONDO TV。                           | ● | - |
| 753 | フジテレビONE スポーツ・バラエティ                               | 東京ヤクルト戦を生中継＆プロ野球ニュースも放送。ゲームセンターCXなどバラエティーも大人気。       | ● | - |
| 754 | フジテレビTWO ドラマ・アニメ                                     | 西武ライオンズ戦を生中継。国内ドラマも韓流も渾身のラインナップ！「ワンピース」などアニメも放送。 | ● | - |
| 756 | KBS World HD                                                     | 韓流ドラマ、ニュース、音楽バラエティー、ドキュメンタリーなどが見られる韓流代表チャンネル。       | ● | - |
| 757 | 日テレプラス ドラマ・アニメ・音楽ライブ                          | ドラマ・アニメ・音楽・バラエティ・スポーツ…新作から名作まで日テレの番組が満載。                  | ● | ● |
| 758 | テレ朝チャンネル2 ニュース・情報・スポーツ（旧朝日ニュースター） | フィギュアスケート、サッカー、水泳や名作アニメ、ドラマ、時代劇も放送中。                         | ● | ● |
| 764 | 旅チャンネルHD                                                   | 世界中の魅力溢れる旅の映像をお届けする日本で唯一の旅専門チャンネル。                             | ● | - |

### オプションチャンネル（有料）
| チャンネル番号 | チャンネル名 | チャンネル概要 | 月額利用料（税込） |

#### オプションチャンネル
| BS191   | WOWOWプライム                                  | ドラマをはじめ、世界最高峰のトップエンターテインメントが集結したチャンネル。                                                |                                     |
| BS192   | WOWOWライブ                                    | スポーツ、音楽、ステージのリアルな熱気と興奮を余すところなくお届けする。                                                    | 4chセット 2,530円                   |
| BS193   | WOWOWシネマ                                    | 映画ファン待望の24時間映画専門チャンネルがついに誕生。                                                                      |                                     |
| BS4K191 | WOWOW4K                                        | 4Kだからこそ味わえる圧倒的な映像体験 ※4K対応STBが必要。                                                                     | 2025年2月28日で放送終了・販売終了。 |
| BS201   | BS10スターチャンネル                           | 映画を愛する全ての人のためのプレミアム映画専門チャンネル。                                                                  | 1,980円                             |
| 401     | FIGHTING TV サムライ HD                        | 24時間プロレス＆格闘技専門チャンネル。                                                                                      | 1,980円                             |
| 408     | J SPORTS4 HD                                   | 埼玉西武等のプロ野球や、サイクルロードレース、フィギュアなど注目スポーツを長時間生中継。                                    | 1,430円                             |
| 503     | 東映チャンネル HD                              | 東映の名作を中心に話題作から時代劇、アニメ、ドラマまで。                                                                    | 1,650円                             |
| 504     | 衛星劇場 HD                                    | 邦画・洋画・韓流・歌舞伎などバラエティに富んだ上質エンターテインメントチャンネル。                                          | 2,200円                             |
| 605     | アニメシアターX（AT-X HD)                      | コアな作品から最新作まで充実のアニメ専門チャンネル。                                                                        | 2,180円                             |
| 752     | フジテレビNEXT ライブ・プレミアム              | フジテレビが贈る最強の総合プレミアムチャンネル。                                                                            | 1,980円                             |
| 759     | Mnet HD                                        | 韓国エンターテインメントのすべてがそろう専門チャンネル。                                                                    | 2,530円                             |
| 760     | タカラヅカ・スカイ・ステージ                   | 夢と感動に満ちた宝塚歌劇の魅力を多彩な番組で。                                                                              | 2,970円                             |
| 761     | KNTV HD                                        | こだわりは日本初放送！！泣ける、トキメク、あなたがハマる韓流最強チャンネル！！                                              | 3,300円                             |
| 920 921 | グリーンチャンネル HD／ グリーンチャンネル2 HD | 中央競馬の開催日には東日本の競馬場を中心にレース中継。平日夜には調教VTR、レース分析など馬券検討に役立つ情報番組が満載です。 | 1,100円                             |
| 922     | レジャーチャンネル                             | SGから一般戦までボートレースの専門チャンネル。                                                                              | 990円                               |
| 923     | SPEEDチャンネル                                | 全国の競輪場から白熱するレースの模様をお届け。                                                                              | 990円                               |

#### オプションチャンネル(成人向け)
| 943         | プレイボーイチャンネル   | 世界中で人気のプレイボーイ社の作品を中心にアダルト・エンターテインメントをバラエティ豊かに放送中！                                         | 2,750円 |
| 944         | レッドチェリー           | よりすぐりのAVアイドルたちが繰り広げるお色気満載のエンターテインメント。女性やカップルにも十分楽しめる。                                   | 2,750円 |
| 947         | チェリーボム             | 新旧問わず、自信をもってオススメする選りすぐりの人気女優が続々登場！お好みのアイドルが必ず見つかるAVアイドルチャンネル。                   | 2,530円 |
| 943 944 947 | プラチナアダルトセット   | ・プレイボーイチャンネル ・レッドチェリー ・チェリーボム                                                                                   | 3,300円 |
| 945         | ミッドナイト・ブルー     | 人気AVメーカーCS初放送中心のラインナップの総合アダルトチャンネルです。高画質で見る今旬のAV女優は圧巻！                                     | 2,530円 |
| 946         | レインボーチャンネル     | TV初の女優最新作をメインに、企画・熟女作品からレインボーオリジナルまですべてのジャンルを網羅したパーフェクトアダルトエンターテインメント。 | 2,530円 |
| 948         | パラダイステレビ         | 「こんなアダルト見たことない！」世界で唯一のアダルトバラエティ専門テレビ局。                                                               | 2,200円 |
| 945 946 948 | ゴールデンアダルトセット | ・ミッドナイト・ブルー ・レインボーチャンネル ・パラダイステレビ                                                                           | 3,300円 |

### 地上デジタル放送
| チャンネル番号 | 画質 | チャンネル名 |

| 地上011ch        | HD | NHK 総合   |
| 地上021ch        | HD | NHK Eテレ  |
| 地上031ch-1ch    | HD | tvk        |
| 地上031ch-2ch    | HD | チバテレ   |
| 地上031ch-3ch    | HD | テレ玉     |
| 地上041ch        | HD | 日本テレビ |
| 地上051ch        | HD | テレビ朝日 |
| 地上061ch        | HD | TBS        |
| 地上071ch        | HD | テレ東     |
| 地上081ch        | HD | フジテレビ |
| 地上091ch        | HD | TOKYO MX/2 |
| 地上101ch        | HD | TCN10      |
| 地上111ch〜112ch | HD | TCN11      |

### BSデジタル放送
| チャンネル番号 | 画質 | チャンネル名 |

| BS101ch        | HD | NHK BS                     |
| BS141ch〜143ch | HD | BS 日テレ                  |
| BS151ch〜153ch | HD | BS 朝日                    |
| BS161ch〜163ch | HD | BS-TBS                     |
| BS171ch〜173ch | HD | BS ジャパン                |
| BS181ch〜183ch | HD | BS フジ                    |
| BS200          | HD | BS10                       |
| BS211ch        | HD | BS11 イレブン              |
| BS222          | HD | BS12 トゥエルビ            |
| BS231/232      | HD | 放送大学テレビ（放送大学） |
| BS260ch        | HD | J:COM BS                   |
| BS265ch        | HD | BS よしもと                |

### BS 4K放送
| チャンネル番号 | 画質 | チャンネル名 |

| BS4Ｋ 101  | 4K   | NHK BS4Kプレミアム     |
| BS4Ｋ 141  | 4K   | BS 日テレ4Ｋ           |
| BS4Ｋ 151  | 4K   | BS 朝日4Ｋ             |
| BS4Ｋ 161  | 4Ｋ  | BS-TBS 4Ｋ             |
| BS4Ｋ 171  | 4Ｋ  | BS テレ東4Ｋ           |
| BS4Ｋ 181  | 4Ｋ  | BS フジ4Ｋ             |
| BS4Ｋ 211  | 4Ｋ  | ショップチャンネル 4Ｋ |
| BS４Ｋ 221 | ４Ｋ | ４ＫQVC                |

### BS　8ｋ放送
| チャンネル番号 | 画質 | チャンネル名 |

| BS８Ｋ 102 | ８Ｋ | NHK BS８K |

### TCN FM ラジオサービス
- 78.0MHz　BAY FM
- 79.5MHz　NACK-5
- 80.0MHz　TOKYO-FM
- 81.3MHz　J-WAVE
- 82.5MHz　NHK-FM
- 84.7MHz　FM ヨコハマ
- 89.7MHz　Inter FM897コミ

デジタルTVはジャパンケーブルネットを使用している。

### FMラジオ局
| MHz  | 放送局      |
| ---- | ----------- |
| 76.1 | InterFM     |
| 78.0 | Bay FM      |
| 79.5 | NACK5       |
| 80.0 | TOKYO FM    |
| 81.3 | J-WAVE      |
| 82.5 | NHK-FM      |
| 84.7 | FM Yokohama |

## ュニティチャンネル[5]
101chと111、112chで放送。

### 放送中の主な番組

#### レギュラー番組
スタジオ21 TODAY
その日のエリア内で起きた出来事を伝える地域ニュース番組。（平日）
今月のTCN Culture Hall
音楽会・講演会など地域イベントを取り上げた番組。（毎週月曜）
西多摩マルかじり出張所こまる発信基地
佐藤芳洋と飯村美樹の御岳山等の番組。（第2月曜）
ちゃりっ娘まやの冒険
佐野真彩の自転車番組。（第2月曜）
山歩き、街歩き、森歩き、三田りょうのラララで行こう♪
演歌歌手・三田りょうと川上綾香の散歩番組。（第3月曜）
松尾雄治のスポーツ大好き!うちの子NO1!
松尾雄治と小林奈々絵のスポーツトーク番組。（第4月曜）
スポーツなんでも実況!杉村
杉村信一のスポーツ番組。（毎週土曜）
てんこもり情報局西多摩マルかじり
エリア内の様々な情報を生放送で送る番組。（毎週土曜）

##### 行政番組
テレビはむら
羽村市製作。同市の広報・地域情報番組。（毎日3回放送。毎週木曜更新）

### 特別番組
青梅マラソン 生中継（2月）
毎年2月の第3日曜日に行われる青梅マラソンを実況生中継する。この模様は後日GAORAを通して全国放送されている。
青梅大祭 生中継（5月）
毎年5月2日・3日に開催される祭礼を生中継。
夏の高校野球西東京大会 実況録画放送（7月）
エリア内の高校と東海大菅生高校（あきる野市）が出場する高校野球西東京大会の試合模様を実況録画放送している。それ以外にも都立昭和高校（昭島市）や、都立立川高校（立川市）など周辺地区の有力校の試合も放送している。2013年からはJCN、J:COM共同制作の八王子市民球場で行われる試合も生中継を行う 。

### 過去に放送していた番組
多摩5Go!
多摩地域5局（MYTV、HTM、TCN、TTV、HCT）のケーブルテレビによる共同制作番組。持ち回りだったことから各局所属のアナウンサーがリポートを担当していた。その中に、TCNの渡邊理恵が出演していた。毎月1日更新。

## アナウンサー
- 渡邊理恵
- 一居杏奈
- 杉村信一
- 川端裕美
- 鎌田久仁宏
- 佐野真彩